# Magistralni put 35
Die Magistralni put 35 ist eine Bundesstraße in Serbien. Sie beginnt in Novi Sip und führt in südwestlicher Richtung über Negotin, Zaječar, Knjaževac, Niš und Kuršumlija bis nach Merdare zum Grenzübergang Merdare.  Auf serbischer Seite führt die Bundesstraße weiter über Pristina, Shtime und Prizren bis nach Vërmica an der albanischen Grenze, da Serbien den Kosovo als eigenes Staatsgebiet betrachtet. Auf kosovarischer Seite ist sie Teil der Nationalstraße M25.